# José Chagas
José Francisco das Chagas também conhecido como José Chagas (Santana dos Garrotes - PB, 29 de outubro de 1924 — São Luís - MA, 13 de maio de 2014), foi um poeta radicado maranhense. Foi colaborador permanente do Jornal do Dia e de O Estado do Maranhão, função que anteriormente desempenhou em muitos outros órgãos da imprensa maranhense.

## Biografia
Foi eleito membro da Academia Maranhense de Letras em 13 de outubro de 1974, tomando posse em 03 de abril de 1975 em sucessão a Antônio Carvalho Guimarães, ocupando a cadeira nº 28. Foi recebido por Bernardo Almeida. 
José Chagas faleceu devido a complicações causadas por um AVC em 13 de maio de 2014 em São Luís.

## Obras
- Canção da Expectativa (1955)
- O discurso da ponte (1959)
- Pedra de assunto (1961)
- O caso da ponte de São Francisco (1964)
- Os telhados (1965)
- Maré/memória (1973)
- Lavoura azul (1974)
- Colégio do vento (1974)
- Um homem debaixo de seu chapéu  (1975)
- De Píndaro à raposa ou Castro Alves! quem diria… acabou num aranhol coautoria com Jomar Moraes (1977)
- Maré de moça (1977)
- Pão e água (1978)
- Os canhões do silêncio (1979)
- De lavra e de palavra ou campoemas (1980)
- Maré de aço (onda de alumínio) ou o naufrágio da Ilha (1983)
- A cor do puro (1983)
- São Luís com S. São Luís coautoria com Manuel Lopes (1984)
- Cem anos de infância ou o poeta e o rio (1985)
- Águas de silêncio (1987)
- A arcada do tempo (1988)
- Antropoema ou o signo da humana dor (1988)
- Alcântara; negociação do azul ou a castração dos anjos (1994)
- Apanhados do chão (1994)
- Tabuada de memória (1994)
- A mão do presidente ou impressões digitais de uma época (1995)
- O fio-dental (1997)
- Antologia poética (1998)
- Os azulejos do tempo (1999)
- As armas e os barões assassinalados (2000)
- Versos de Natal (2002)
- Da arte de falar bem  (2004)
- Poema da Lagoa (2004)
- Portugal (discurso em versos) (2008)